# Ducttape

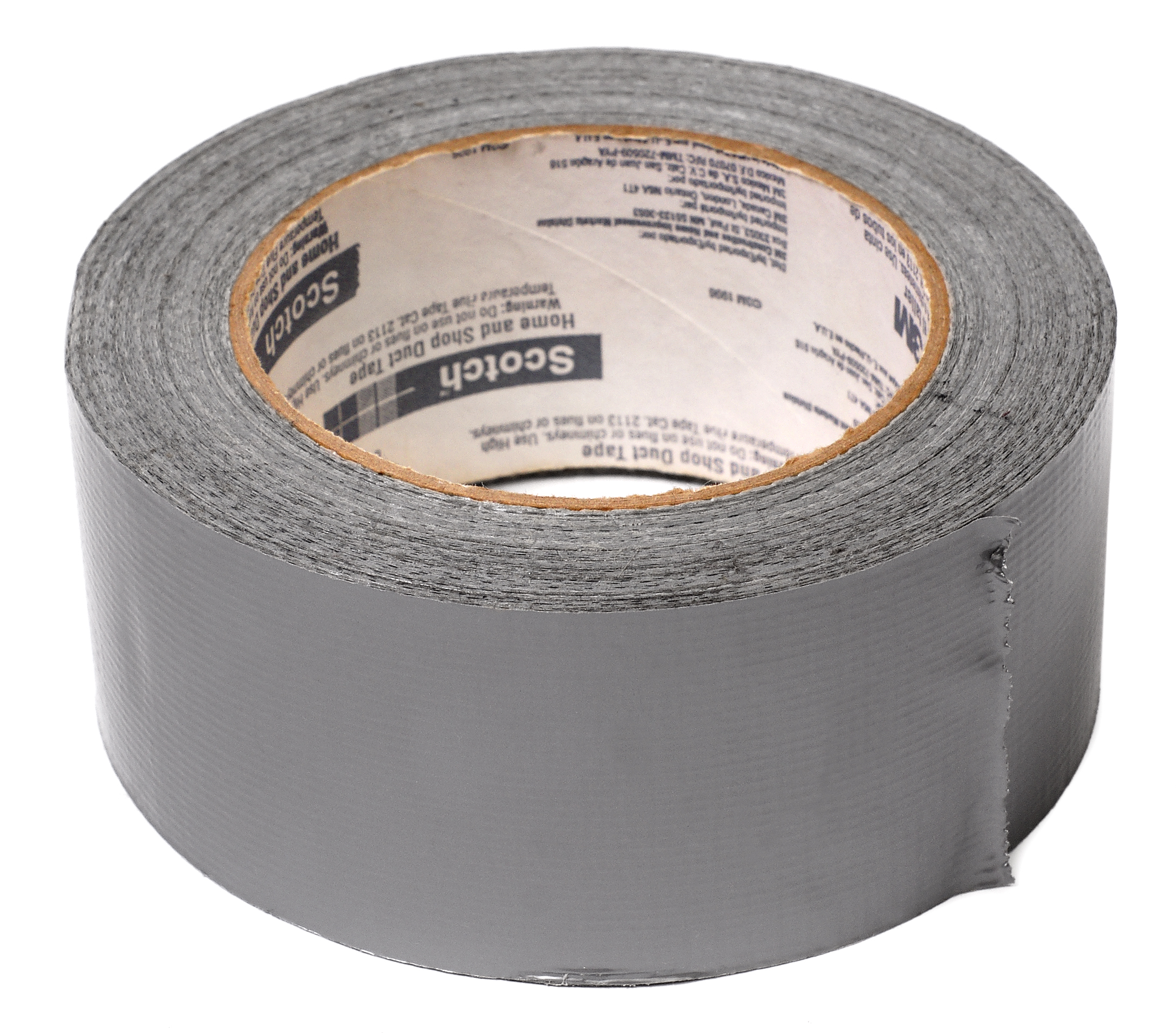
Een rol ducttape

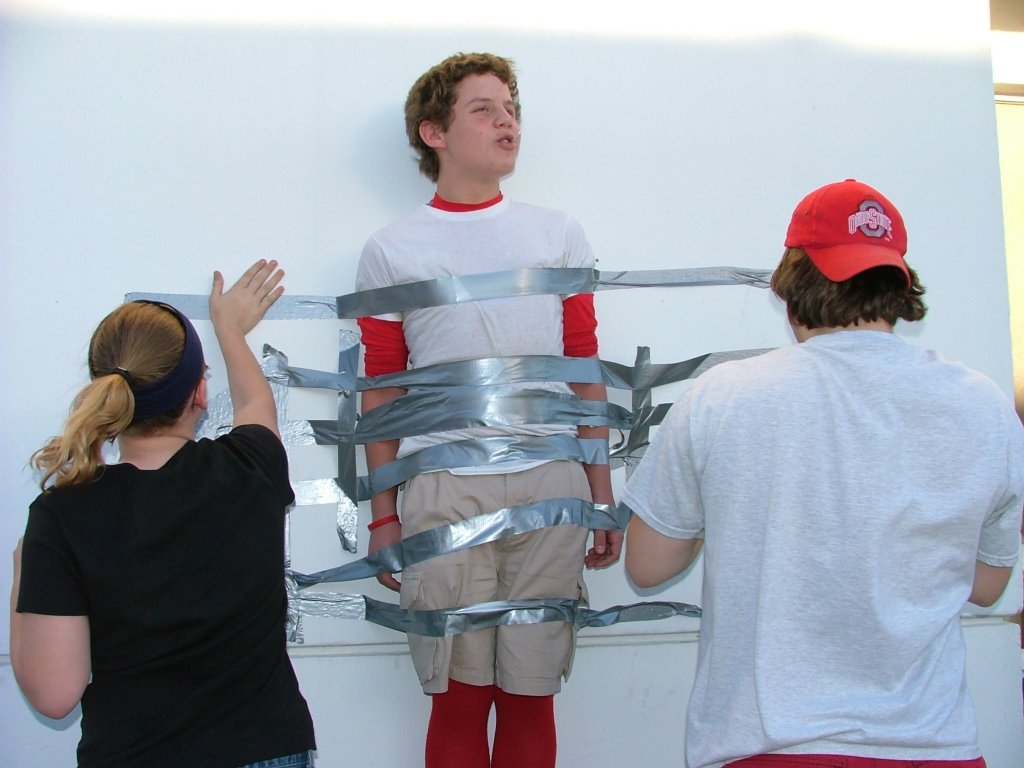
Ducttape als amusement om te testen of iemand aan een muur kan hangen

Ducttape (Engels duct tape, letterlijk 'buizenplakband') is een zelfklevend en waterdicht soort plakband op textielbasis.
Ducttape is olie- en waterbestendig en hierdoor geschikt voor noodreparaties. Het is praktisch in gebruik doordat het in de lengterichting erg sterk is, maar toch makkelijk af te scheuren in de breedterichting.

## Naam
Waarschijnlijk is wat we nu ducttape noemen ontstaan tijdens de Tweede Wereldoorlog. Het werd in het leger gebruikt. Eerder bestond ook al een soort plakband die waterafstotend was zoals de huid van een eend ('duck').
De naam duct tape kwam na de jaren 1950 in zwang nadat het veel werd gebruikt in de bouw, om luchtkanalen ('air ducts') in te wikkelen. Het kreeg toen ook zijn huidige zilverkleurige uiterlijk.
Een Amerikaans bedrijf (ShurTech Brands, LLC) produceert sinds 1980 ducttape onder de commerciële naam Duck Tape. Volgens sommigen werd de naam duck tape ook voor die tijd wel gebruikt maar daarvoor zijn geen bewijzen.

## MythBusters
In enkele afleveringen van het televisieprogramma MythBusters werden de mogelijkheden van de tape onderzocht. Het bleek dat je een circa 30 meter lange brug van ducttape kunt maken die minstens één persoon kan dragen. Ook werd getoond dat het mogelijk is een waterdichte boot en een werkend kanon van dit plakband te bouwen. Verder werd duidelijk dat je met ducttape een auto kunt ophijsen, een gehavend vliegtuig weer vliegklaar kunt maken en een gesloopte auto weer aan het rijden kunt krijgen.

## Gebruik in de ruimtevaart

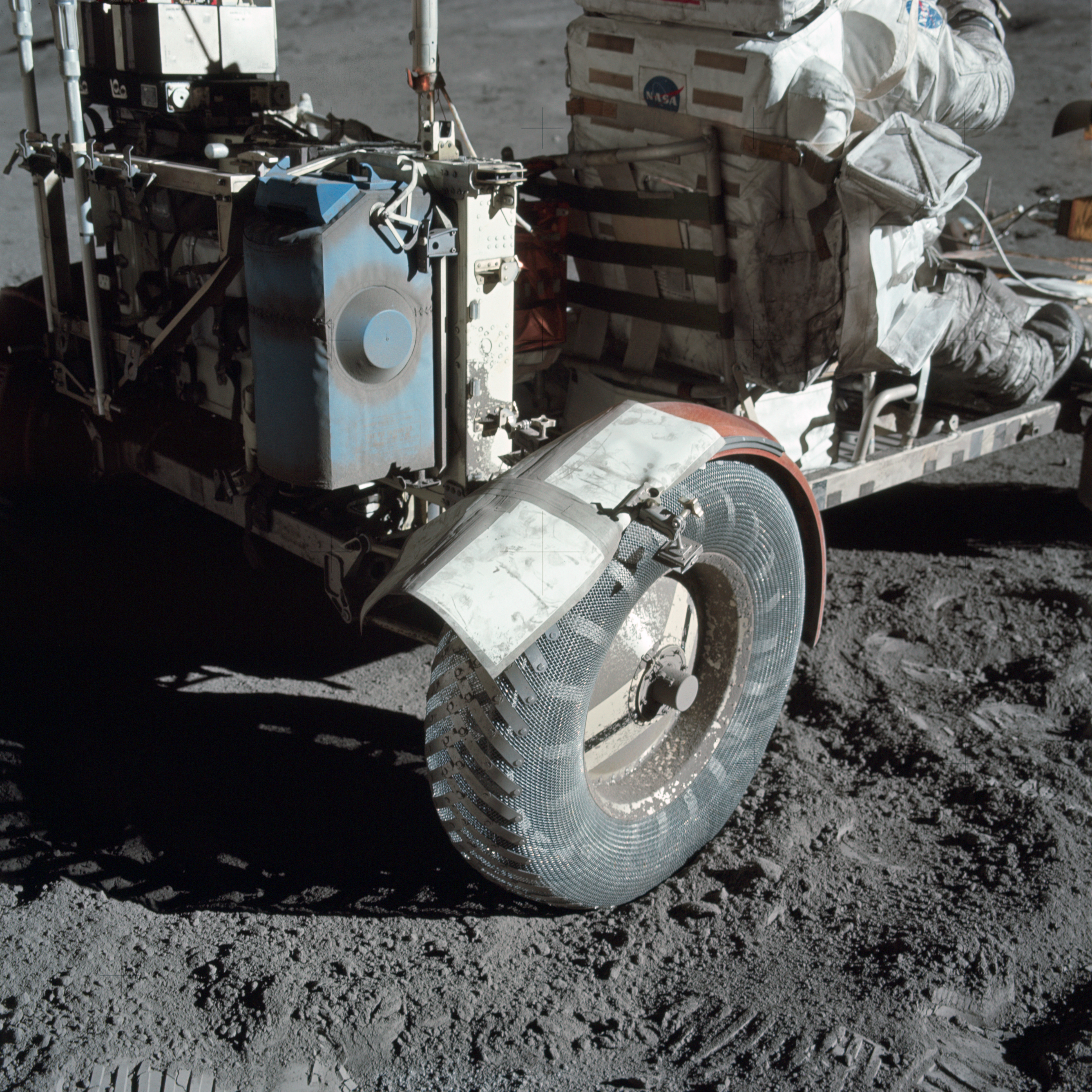
spatbordverlenging, Apollo 17

Ducttape werd al sinds de vroege ruimtevluchten van de NASA meegenomen aan boord om spoedreparaties uit te voeren. Het is onder andere gebruikt tijdens de rampvlucht van Apollo 13 om het CO2-filter van de uitgeschakelde commandomodule te verplaatsen naar de maanlander. Tijdens de vlucht van Apollo 17 is het gebruikt om een noodreparatie uit te voeren aan het maanvoertuig. Op 31 augustus 2018 dichtten astronauten een lek in de capsule van het ISS met hars en ducttape. Het gat had een diameter van zo'n 1,5 mm.

## Gebruik in concentratiekampen
De Russische  FSB / Geheime Dienst en de separatisten in  Donbas gebruiken massaal ducttape om gevangenen vast te binden op foltertafels en ze dan te folteren.